# Park Narodowy Hainich
Park Narodowy Hainich (niem. Nationalpark Hainich) – park narodowy założony 31 grudnia 1997 roku, należy do 16 parków narodowych w Niemczech i jako jeden w Turyngii. Głównym celem parku, jest ochrona rodzimego lasu bukowego.

## Geografia
Park leży w zachodniej części państwa związkowego Turyngii, na wschód od rzeki Werra. Zajmuje duży trójkątny obszar między miastami Eisenach, Mühlhausen i Bad Langensalza.

## Flora i fauna
W parku Hainich rosną buki, jesiony, graby, klony i lipy. Zwierzęta w parku to dzikie koty, 15 gatunków nietoperzy, 7 gatunków dzięciołów i ponad 500 typów chrząszczy.
Latem roku 2019 za pomocą tzw. foto-pułapki odnotowano tam też obecność pojawiających się coraz częściej w Niemczech szakali złocistych.

## Galeria

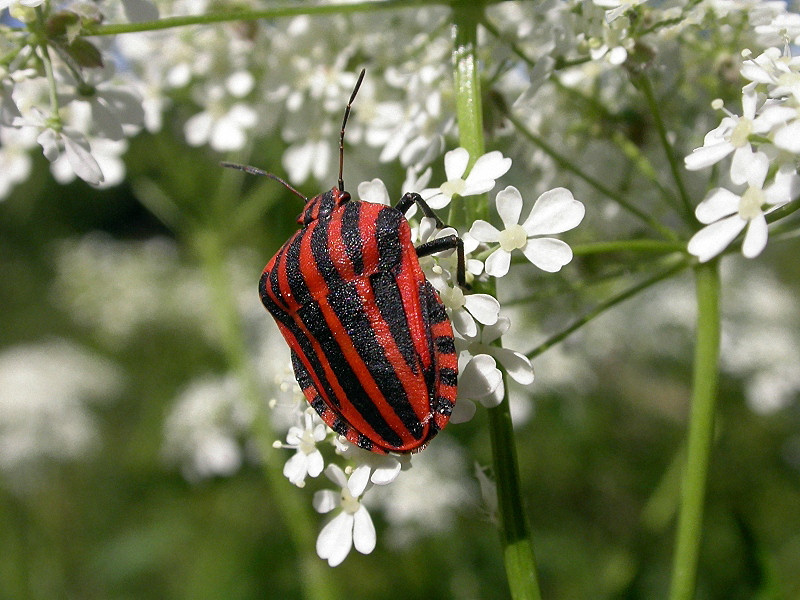
Strojnica baldaszkówka – jeden z owadów występujących w parku.
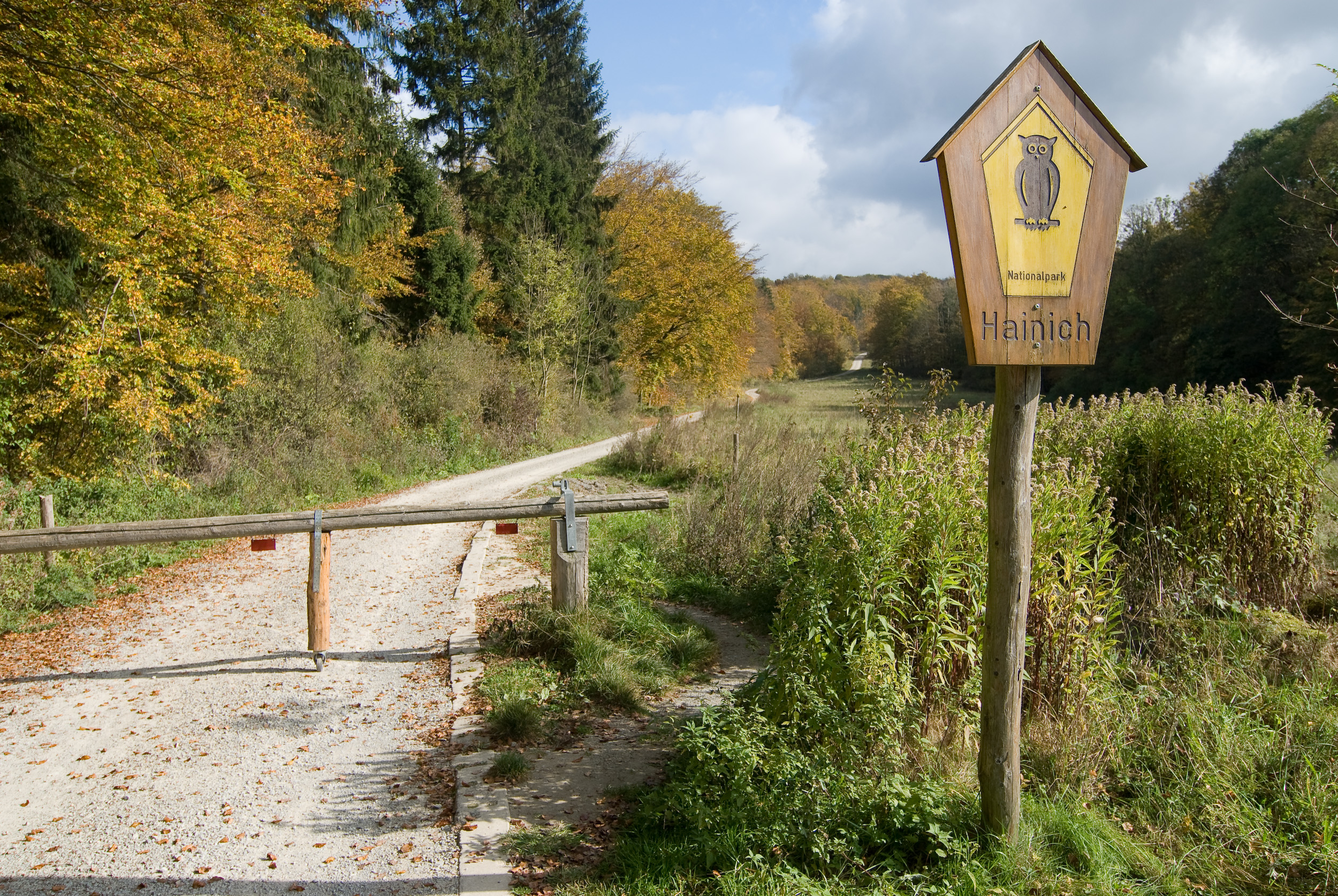
Wejście do parku.
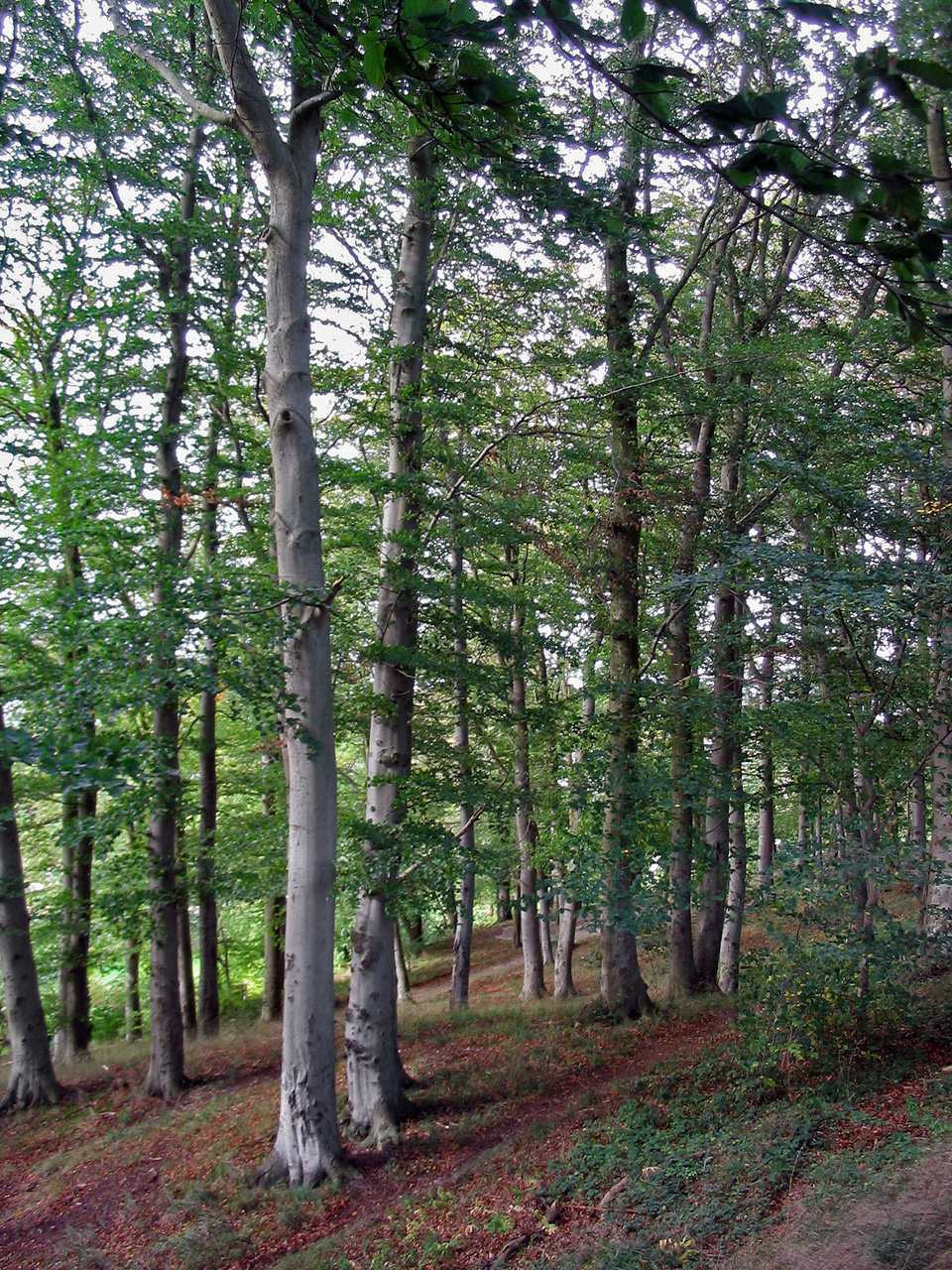
Buk zwyczajny.